# ابریشم دریایی
ابریشم دریایی, یک گونه بسیار ظریف، نادر و گرانبهاست که از الیاف فیلامنتی ابریشم‌مانند نرم‌تنان دوکفه‌ای (مخصوصاً پینانوبیلیز ال) که برای متصل شدن به کف دریا استفاده می‌کنند، به دست می‌آید.
ابریشم دریایی تا اوایل قرن ۲۰، در مناطق مدیترانه‌ای، از نرم‌تنان دوکفه‌ای بزرگی به نام پینانوبیلیز ال تولید می‌شد. این صدف‌ها که حتی گاهی یک متر طول دارند، به وسیلهٔ یک دسته الیاف خیلی ظریف، خود را به صخره‌های دریایی مناطق جزر و مدی می‌چسبانند و به سمت پایین آویزان می‌شوند. این الیاف فیلامنتی که تا ۶ سانتی‌متر طول دارند، پس از جدا شدن، به وسیله آب لیموترش به رنگ طلایی‌ای در می‌آیند که هیچوقت از بین نمی‌رود.
پارچه‌هایی که با این الیاف بافته می‌شوند از ابریشم لطیف‌تر و به‌شدت ظریف و گرم هستند؛ هرچند باعث جذب بید که پارچه را می‌خورد می‌شود. گفته می‌شد که یک جفت دستکش بافته شده از آن، در نصف پوست گردو و یک جفت جوراب زنانه از همین جنس در یک قوطی تنباکو جا می‌شود. نرم‌تن داخل صدف هم برای گوشتش و گاهی برای مروارید مرغوبش مورد توجه بوده‌است.

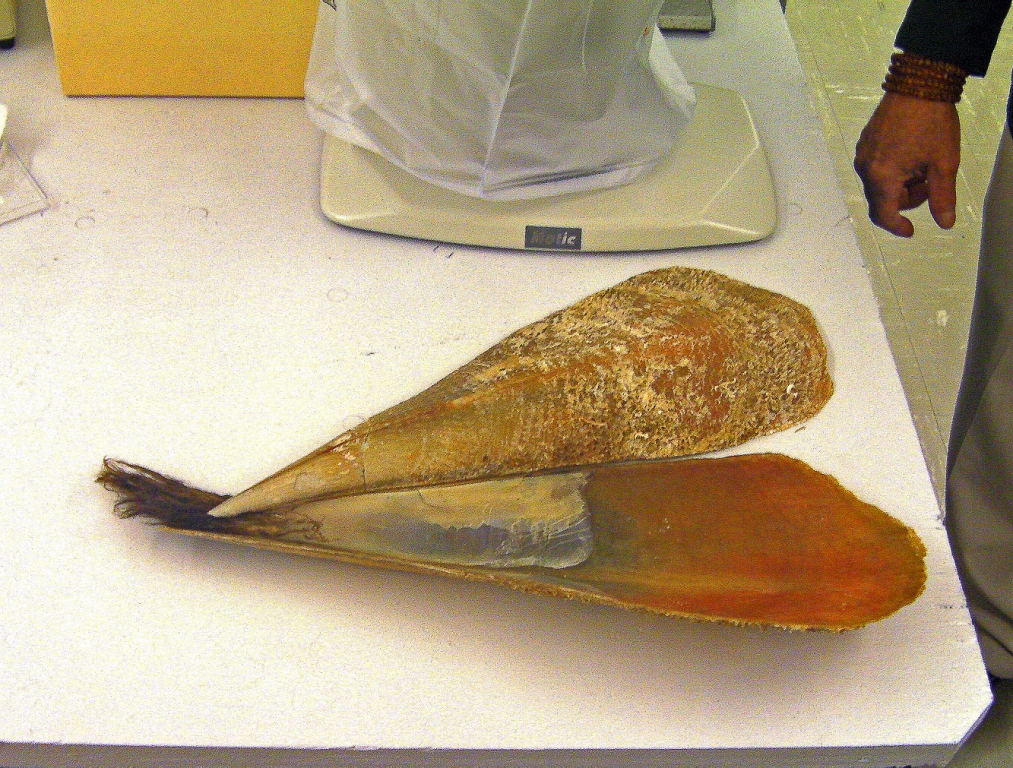
پینانوبیلیز

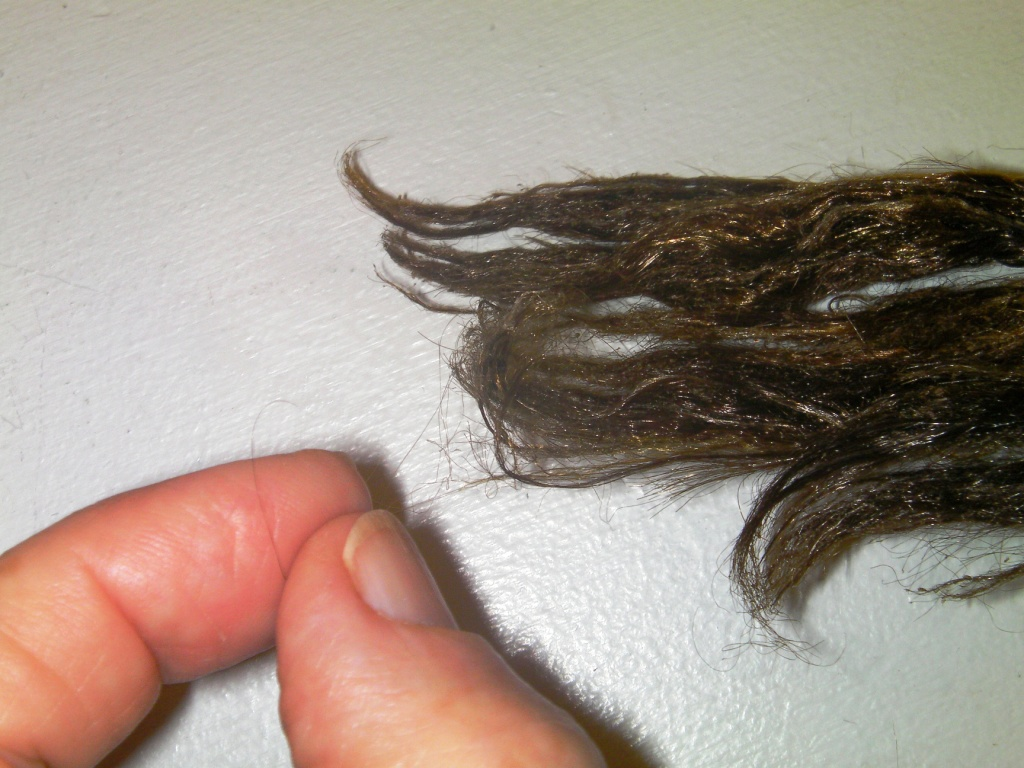
الیاف ظریف ابریشم دریایی

## تاریخچه

### مصر
در متون یونانی (۱۹۶ ق. م) کتیبه رشید ذکر شده، بطلیموس پنجم (در منابع عربی بطلیموس الخامس، Ptolemy V، پنجمین از ۱۴ بطلمیوس، یا خلفای اسکندر، که به بطالسه مصر معروفند)، از موبدانی که به همراه مالیات یکپارچه ابریشم دریایی بیسوس می‌دادند (که معمولاً به اسم پارچه کتان ظریف ترجمه شده) مالیات کمتری می‌گرفت. در لباس‌های تدفین مصر باستان پارچه بیسوس (همان کتان) برای پیچیدن دور مومیایی‌ها استفاده می‌شده‌است.

### یونان
سوفیست، نویسندهٔ السفرون، برای اولین بار (در قرن ۲ میلادی) از پشم دریایی در نامهٔ "گالنوس به کریتون" یاد کرده‌است. از اولین مسیحیان، ترتولیان (۱۶۰–۲۲۰ ب. م)، شرح داده و تصدیق کرده که به جای ردای توگا، ردای پالیوم می‌پوشیده است. برای هیچ‌کدام جایی برای کاشت و برداشت مواد مورد نیاز این پارچه‌ها وجود نداشت و برای دوختن یک لباس، باید به صید در دریا می‌رفتند؛ برای پشمی که از موی صدف‌های غول‌پیکر کف دریا به‌دست می‌آمد.

### امپراتوری روم
منابع زیادی از لانا پینا یا پشم پینا یاد کرده‌اند. در حکم قیمت‌های امپراتور دیوکلتیان (۳۰۱ ب. م) از آن به عنوان یکپارچه گران‌قیمت نام برده شده‌است.
مورخ بیزانسی، پروکوبیوس (۵۵۰ ب. م) در کتاب جنگ ایران، اینگونه نوشته که پنج فرمانروای موروثی (ساتراپ) ارمنی که نشان افتخارشان را از امپراتور روم دریافت کرده‌بودند، شنل‌هایی از لانا پینا می‌پوشیدند. ظاهراً فقط حکمرانان اجازهٔ پوشیدن چنین شنل‌هایی را داشتند.

### خاورمیانه
اصطلاح عربی برای ابریشم دریایی، صوف البحر (پشم دریایی) است. استخری، جغرافی‌دان ایرانی قرن ۹ میلادی، از منابع اسطوره‌ای این پارجه یاد کرده و گفته که جامه‌هایی از این جنس، بیش از ۱۰۰۰سکه طلا ارزش داشته‌اند.
در زمان خاصی از سال، موجودی از دریا بیرون می‌آید و خود را به سنگ‌های ساحلی می‌مالد که در آن پشمی ابریشم مانند و طلایی رنگ از خود به جا می‌گذارد. این پشم بسیار کمیاب و به شدت مورد احترام است و هیچ ذره‌ای از آن، جایز به هدر رفتن نیست.
دو نویسنده قرن ۱۳ میلادی، ابن البیطر و زکریا القزوینی نیز این داستان پشم دریایی را بازگویی کرده‌اند.

### چین
در آغاز سلسله هان (۲۵–۲۲۰ب. م) اسناد تاریخی چین از واردات ابریشم دریایی یاد کرده‌اند. در زبان چینی به آن پارچهٔ دریای غرب یا ابریشم پری‌دریایی می‌گفتند.
ویلیو (قرن ۳ میلادی) یا "خلاصه صورت‌حساب‌های وِی"، که یک تاریخچه غیررسمی از امپراتور کائو وِی (۲۲۰–۲۶۵ب. م) است، از هایکسی海西(شرق دریا) و لباس‌هایی که از شوییانگ水羊(گوسفند دریایی) یاد کرده‌است.
آنها پارچه‌های زربفت لطیفی دارند که می‌گویند از کرک گوسفند دریایی بافته شده‌اند و به آن‌ها پارچهٔ هایکسی (مصری) می‌گویند. این کشور، شش حیوان اهلی را پرورش می‌دهد (بر اساس روایات: اسب، گاو، گوسفند، مرغ‌ها، سگ‌ها و خوک) که می‌گویند از آب می‌آیند. گفته شده که آن‌ها فقط از گوسفند استفاده نمی‌کنند، بلکه از پوست درختان یا ابریشم را از کرم‌های ابریشم وحشی، برای بافت زربفت‌ها، حصیر، قالی‌ها، پارچه‌های بافتنی و پرده‌هایی تولید می‌کنند که با کیفیت عالی و رنگ‌های شفاف‌تر از آنهایی که در کشورهای هایدونگ (شرق دریا) تولید می‌شود هستند.
هوا هانشو (قرن ۵ ق. م) کتاب هان شرقی، اظهاراتی دربارهٔ گوسفند دریایی در کالاهای دقین (امپراتوری روم) داشته‌است. "آنها لباس‌های لطیفی دارند که بعضی مردم می‌گویند از کرک گوسفند دریایی درست شده است، اما در حقیقت، آنها از پیله کرم‌های ابریشم وحشی به‌دست آمده‌اند". فان یی، مورخ (۳۹۸–۴۴۵ ق. م) و نویسنده هائوهانشو، نوشته است که این اطلاعات از گزارشی از سوی جنرال بانگ یونگ (پسر جنرال بان چائو) به امپراتور رسید که هر دو آن‌ها را مسئول مناطق غربی جاده ابریشم قرار داد.
تانگ شو (۹۴۵ پ. م) در کتاب تانگ از پارچه‌های هایکسی از فولین 佛菻 سیریا نام برده است، که امیل برتشنیدر به عنوان ابریشم دریایی از یونان شناخته است. "اینجا پارچه‌های بافته شده‌ای از موی گوسفند دریایی وجود دارد که های‌سی‌پو (پارچه‌های دریای غربی)". همچنین نوشته است، "احتمالاً این بیسوس، پارچه بافته شده در مناطق مدیترانه‌ای است که تا به امروز بافته می‌شده است، مخصوصاً در جنوب ایتالیا از الیاف روییده بر صدف‌های دریایی گرفته می‌شده است".
شوییجی (اوایل قرن ۶ پ. م) در "اسناد موجودات عجیب" از ابریشمی یاد کرده که توسط جیاوُرِن蛟人 مردم اژدهای جیاوُ بافته می‌شده که ادوارد شافر، آن‌ها را همان ابریشم دریایی دانسته‌است.
در اواسط دریای جنوب خانه‌های مردم کایو وجود دارد که مانند ماهی در دریا زندگی می‌کردند و در کارگاه‌های بافندگی کار می‌کردند. چشم‌های آن‌ها با گریه کردن، مروارید به ثمر می‌آورد.
این گونهٔ دریایی ابریشم خام، جیاوُکساوُ蛟綃 یا جیاوُنوجیان蛟女絹 به معنی ابریشم پری دریایی، نام داشته‌است.

## عصر جدید
متأسفانه در سال‌های اخیر، پینانوبیلی، به دلیل ماهیگیری بیش از اندازه و آلودگی محیط زیست، با خطر انقراض مواجه شده‌اند و این زوال موجب شده این صنعت کوچک اما باشکوه ابریشم دریایی، تقریباً ناپدید شده‌است و این هنر فقط توسط زنان جزایر سنت‌آنتیکو در ساردینیا حفظ شده‌است.
کلمهٔ انگلیسی ابریشم دریایی که در اوایل استفاده می‌شده، همچنان بدون تغییر باقی‌مانده‌است اما در لغتنامه آکسفورد، کرم‌ابریشم دریایی را «یک نرم‌تن دوکفه‌ای از گونهٔ پینا» معنی کرده‌است.